# Verwaltungsgemeinschaft Alsleben
Die Verwaltungsgemeinschaft Alsleben war eine Gebietskörperschaft im sachsen-anhaltischen Landkreis Bernburg.

## Geschichte
Die Verwaltungsgemeinschaft Alsleben entstand am 1. Januar 1993, mit Verwaltungssitz in Alsleben. Die Verwaltungsgemeinschaft befand sich im Südwesten des Landkreises Bernburg und umfasste eine Fläche von 10.133 ha. Die sechs Mitgliedsgemeinden hatten zusammen ca. 8400 Einwohner, was eine Bevölkerungsdichte von ca. 83 EW/km² ergab.
Am 1. Januar 2005 wurden die Mitgliedsgemeinden Plötzkau, Schackstedt und Alsleben mit der Verwaltungsgemeinschaft Wipperaue zur neuen Verwaltungsgemeinschaft Saale-Wipper zusammengeschlossen. Die Gemeinden Beesenlaublingen, Belleben und Strenznaundorf wurden in die Stadt Könnern eingemeindet.

## Mitgliedsgemeinden
Die ehemaligen Mitgliedsgemeinden mit ihren Ortsteilen waren
- Alsleben mit Gnölbzig
- Beesenlaublingen
- Belleben
- Plötzkau
- Schackstedt
- Strenznaundorf